# Pbil fm/29

Пансарбил фм/29 (швед. Pansarbil fm/29, pansarbil — бронеавтомобиль, fm (försöksmodell) — экспериментальная модель), сокращённо — Пбил фм/29 (швед. Pbil fm/29), заводское обозначение — Ландсверк Л-170 (швед. Landsverk L-170) — шведский бронеавтомобиль. Разработан компанией «Ландсверк» (швед. «Landsverk») в 1930 году на шасси своего грузового автомобиля и в 1932 году принят на вооружение Шведской армии. Был произведён один бронеавтомобиль данного типа, который продолжал использоваться в учебных частях шведской армии вплоть до 1946 года.

## История создания
Бронеавтомобиль создавался как замена Pbil m/26, который к этому времени уже сильно устарел. Шасси бронеавтомобиля были изготовлены компанией «Ландсверк» (швед. «Landsverk») в 1930 году, в то время как бронекорпус и окончательная сборка производились на военно-морской верфи в Оскарсхамне. В 1932 году сборка бронеавтомобиля была завершена и первый экземпляр поступил на вооружение первого полка гвардейской кавалерии шведской армии под обозначением Pbil fm/29.
Бронеавтомобиль был вполне современным для своего времени, имел полный привод, мощное пушечно-пулетное вооружение и мог двитаться как вперёд так и назад, так как имел дополнительное водительское место в кормовой части. Однако, производство Pbil fm/29 обходилось слишком дорого и от его серийного производства пришлось отказаться. Предпочтение было отданно Pbil m/31 как более дешёвому в производстве.
Pbil fm/29 (регистрационный номер 810) продолжал использоваться в первом лейб-кавалерийском полку для подготовки механиков-водителей Pbil m/39 и Pbil m/40 до 1946 года.

## Описание конструкции

### Броневой корпус и башня
Корпус и башня Pbil fm/29 собирались из железных листов способом заклёпочного соединения.

### Вооружение
Вооружение Pbil fm/29 состояло из одной 37 мм морской пушки m/98 B и двух 6,5 мм пулемётов m/14 жидкостного охлаждения.

## Состоял на вооружении
| Государство | Род сил        | Количество |
| ----------- | -------------- | ---------- |
| Швеция      | шведская армия | 1          |

## Где можно увидеть
- Швеция — Танковый музей в Аксвелле.